# Głownia dalii

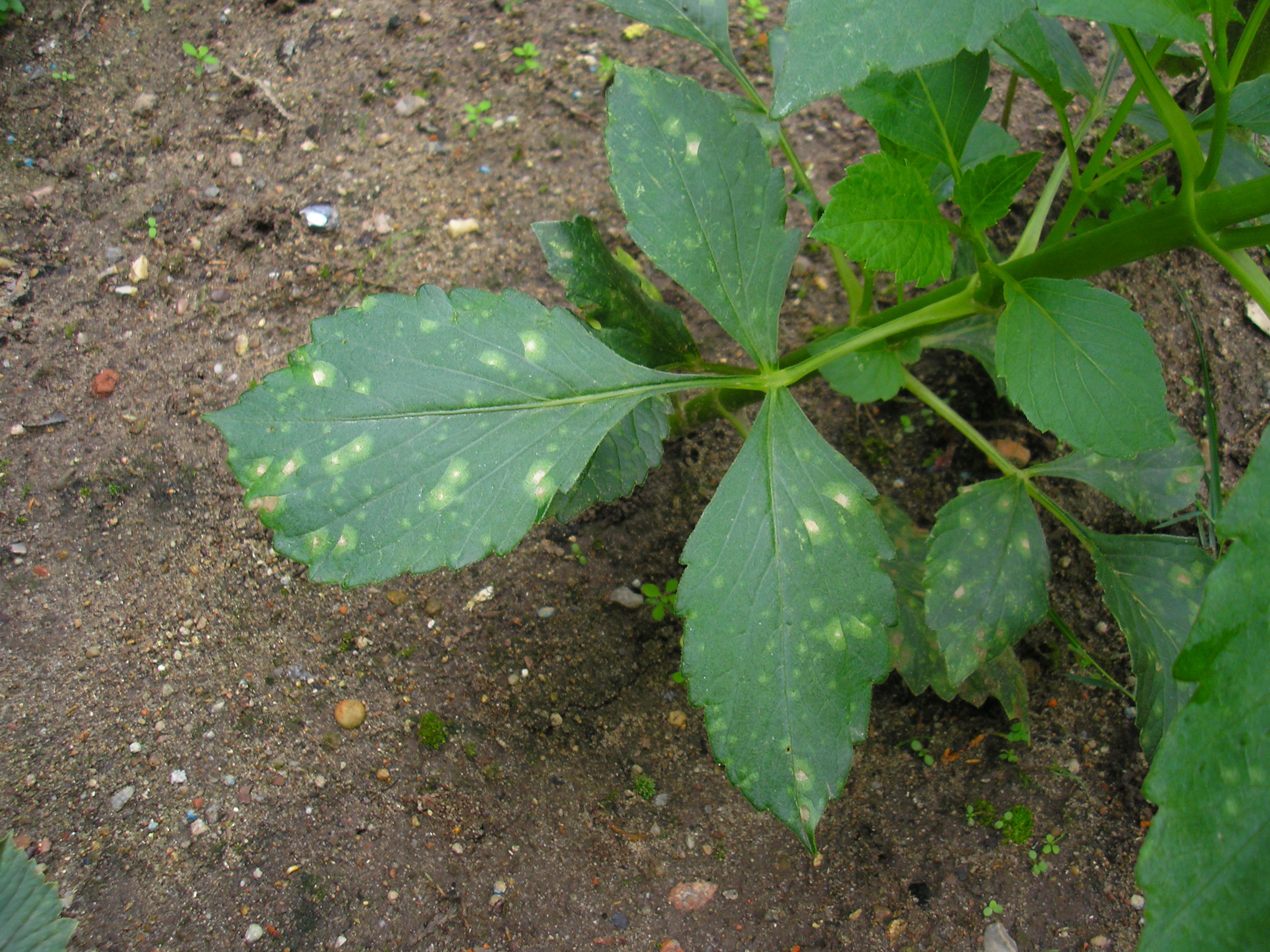
Porażone liście dalii

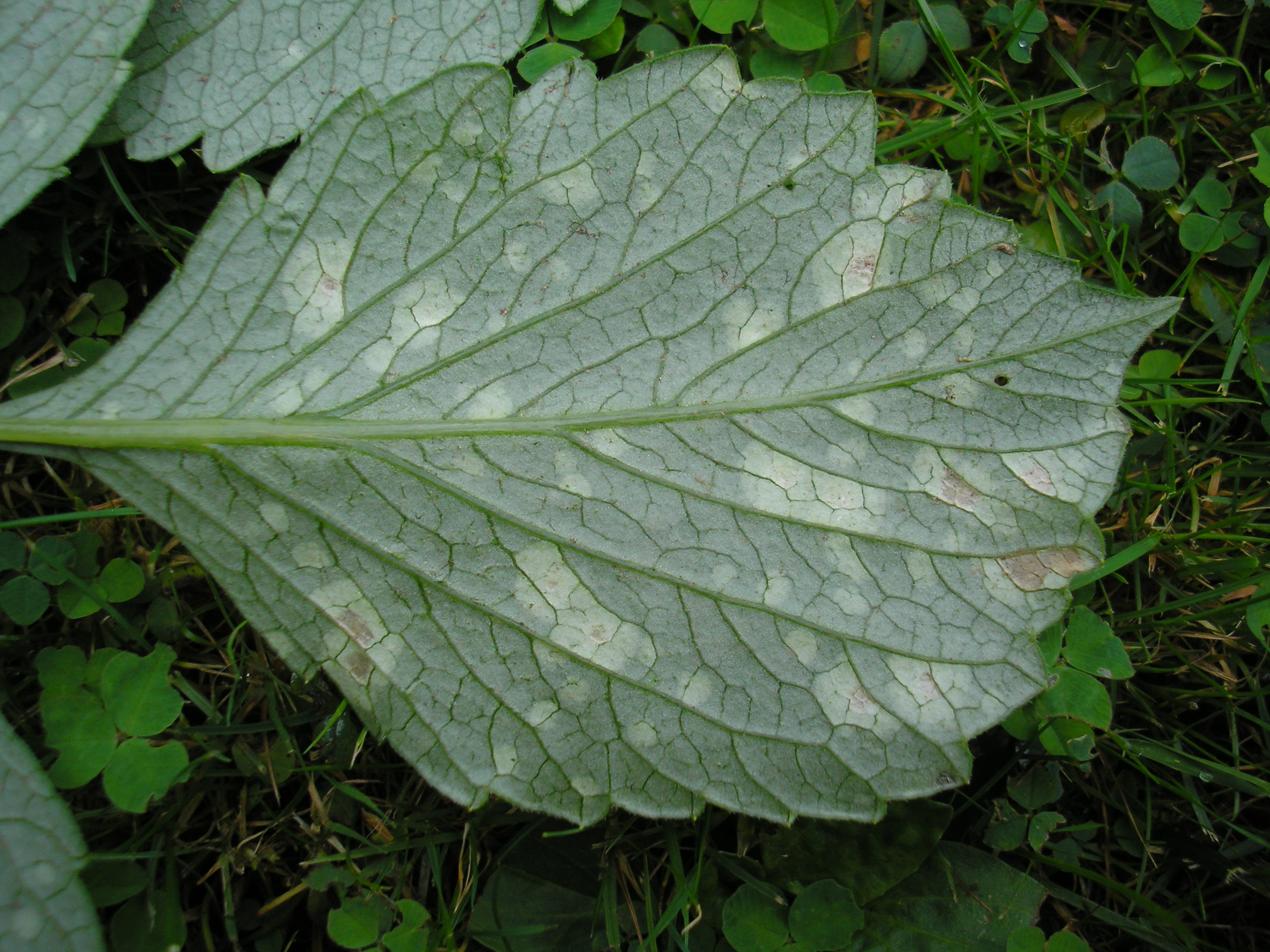
Plamy na dolnej stronie liścia

Głownia dalii, głownia liściowa dalii (ang. leaf smut of dahlia, leaf spot of dahlia) – grzybowa choroba dalii (Dahlia). Należy do grupy chorób zwanych głowniami, a wywołuje ją Entyloma dahliae.
Na liściach dalii pojawiają się żółtawe, okrągłe lub nieregularne plamy, które później stają się brązowe i suche. Ciężkie infekcje mogą skutkować osłabieniem wigoru lub słabym rozwojem bulw. Stopień porażenia zależy od terminu infekcji, jeśli zostaną porażone młode sadzonki, to mogą obumrzeć.
Entyloma dahliae zimuje w glebie na resztkach porażonych roślin. Nie przenosi się w nasionach lub bulwach dalii, ale może przenieść się wraz z ziemia na bulwach. Rozwojowi choroby sprzyja ciepła pogoda i duża wilgotność.
Zapobiega się chorobie poprzez usuwanie i niszczenie resztek roślin. Należy unikać nawadniania przez deszczowanie.Ważne jest zapewnienie roślinom odpowiedniej przestrzeni, by istniała cyrkulacja powietrza sprzyjają szybszemu ich wysychaniu, zapewnienie prawidłowej żyzności i pH gleby od 6,0 do 6,2. Brak fungicydów zarejestrowanych do zwalczania tej choroby, ale ograniczają jej natężenie fungicydy zawierające mankozeb.